# Langness
Langness (manx Langlish) – półwysep w południowo-wschodniej części Wyspy Man, około 2 kilometry na wschód od Castletown.  
W 1880 roku uruchomiono na nim latarnię morska Langness. Cześć budynków latarni została sprzedana i obecnie ich właścicielem jest Jeremy Clarkson z pochodzącą z wyspy żoną Frances. W 2012 roku przegrali oni trwającą 6 lat batalię sądową mającą na celu zamknięcie przebiegającej koło ich domu ścieżki. Małżeństwo argumentowało, że przebiega tak blisko ich domu, że zakłóca ich prywatność. Sąd Najwyższy Wyspy Man (High Court of Justice (Isle of Man) odrzucił ich apelację.